# La Conversation (Matisse, San Francisco)
Pour les articles homonymes, voir La Conversation.
La Conversation est un tableau réalisé par le peintre français Henri Matisse en 1938. Cette huile sur toile est le portrait de deux femmes assises entourées de plantes, celle de gauche vêtue de noir et l'autre en tenue colorée. Léguée par James D. Zellerbach en 1993, l'œuvre est conservée au musée d'Art moderne de San Francisco, à San Francisco, en Californie, aux États-Unis.